# Etiòpida
L'Etiòpida (en grec antic: Αἰθιοπίς) és una obra del cicle èpic de la literatura grega que no s'ha conservat. Usualment s'atribueix a Arctí de Milet, que l'hauria escrit recopilant un relat del segle vii aC. El seu contingut es coneix parcialment gràcies a la Crestomatia de Procle. El poema continuava la narració de la guerra de Troia després de la mort d'Hèctor, seguint a alguns dels personatges que havien aparegut a la Ilíada, incloent-hi la mort d'Aquil·les. La història se situaria cronològicament després de la Ilíada, i la seguiria la Petita Ilíada.

## Argument
El poema comença immediatament després de la mort de l'heroi troià Hèctor, quan arriben les amàzones dirigides per Pentesilea que van anar a ajudar els troians. Pentesilea té alguns moments de glòria a la batalla, però Aquil·les la mata. Després el guerrer grec Tersites provoca a Aquil·les, dient-li que estimava a Pentesilea, i Aquil·les també el mata. Aquil·les se'n va a Lesbos, i allà, després d'oferir un sacrifici en honor d'Apol·lo, Àrtemis i Leto, és purificat del crim per Odisseu.
Després arriben altres aliats troians, Mèmnon, fill d'Eos i Titonos, al davant d'un exèrcit d'etíops portant una armadura feta per Hefest. Durant la batalla que va seguir, Mèmnon mata a Antíloc, el fill de Nèstor i bon amic d'Aquil·les. Aquest pren venjança matant a Mèmnon, i Zeus fa immortal a Mèmnon a petició d'Eos.
Aquil·les, ple d'ira, persegueix als troians fins a les muralles de Troia, i allà mor, davant de les portes Escees per una sageta de Paris assistit per Apol·lo. El cos d'Aquil·les el recuperen Àiax el Gran i Odisseu.
Els grecs celebren els funerals d'Antíloc. La nereida Tetis, mare d'Aquil·les, arriba per plorar damunt del cos del seu fill, acompanyada per les Muses i per les seves germanes. S'organitzen uns Jocs Fúnebres en honor del difunt, i les seves armes s'ofereixen en recompensa al més gran dels herois, moment en què s'estableix una disputa entre Odisseu i Àiax el Gran.
Així acaba l'Etiòpida. No se sap segur si narrava també la qüestió sobre les armes d'Aquil·les i el suïcidi d'Àiax, o bé aquest tema es tractava a l'obra que la continuava, la Petita Ilíada.